# Kirsna (gmina)
Kirsna (także Kirsna Wielka) – dawna gmina wiejska istniejąca na przełomie XIX i XX wieku w guberni suwalskiej. Siedzibą władz gminy była Kirsna (lit. Didžioji Kirsna).
Za Królestwa Polskiego gmina Kirsna należała do powiatu kalwaryjskiego w guberni suwalskiej. 19 maja?/31 maja 1870 do gminy przyłączono trzy wsie z gminy Simno.
Po odzyskaniu niepodległości przez Polskę i Litwę powiat kalwaryjski na podstawie umowy suwalskiej wszedł 10 października 1920 w skład Litwy.